# Carterica rubra
Carterica rubra là một loài bọ cánh cứng trong họ Cerambycidae.